# Max van Platen
Max Willem Johan (Max) van Platen (Nijmegen, 11 maart 1996) is een Nederlands componist.

## Biografie
Van Platen studeert aan het Koninklijk Conservatorium te Den Haag en is de eerste winnaar van het Lions Muziekconcours in 2008; hij won het Prinses Christina Concours voor compositie met de Mijnheer Toinerdans (Deel I) (2009).
Van Platen krijgt les van Calliope Tsoupaki, Gilius van Bergeijk, Peter Adriaansz, Martijn Padding en Louis Andriessen.

## Werken in opdracht

### 5 Preludes
5 Preludes (2009) werd geschreven voor de compositiewedstrijd van het Nederlands Blazers Ensemble, de compositie werd oorspronkelijk geschreven voor piano maar werd later georkestreerd voor blazers.

#### Delen
| Deel | Titel             |
| ---- | ----------------- |
| 1    | Kwint             |
| 2    | Kwart             |
| 3    | Terts             |
| 4    | Secunde & Septiem |
| 5    | Sext              |

### Strijkkwartet Nr. 1
Strijkkwartet Nr. 1 (2009) werd geschreven in opdracht van strijkkwartet Enfin, bestaande uit leden en oud-leden van het conservatorium in Tilburg.

### Strijkkwartet Nr. 2
Strijkkwartet Nr. 2 (2010) werd geschreven in opdracht van Calliope Tsoupaki en uitgevoerd door leerlingen van het Koninklijk Conservatorium in de Arnold Schoenberg-zaal van het Haagse Conservatorium.

### Impromptu
Impromptu werd in 2011 geschreven in opdracht van Stadsharmonie OBK te Ravenstein.

### Signaal
Signaal (2012) werd als compositie voor Joost van Balkom van de beiaard in 's-Hertogenbosch geschreven; deze compositie werd uitgevoerd in het voorprogramma van het Bosch Requiem.

### 75 Maten
75 Maten (2014)  is geschreven voor de 75e verjaardag van Louis Andriessen, deze compositie werd uitgevoerd in het Muziekgebouw aan 't IJ door Gerard Bouwhuis.

### Ode Al Vento
Van Platen schreef speciaal voor Prinsjesdag 2022 het nummer Ode Al Vento.

## Oeuvre
| Jaar | Titel                              | Bezetting        | Aantal delen |
| ---- | ---------------------------------- | ---------------- | ------------ |
| 2008 | De Mijnheer Toinerdans (Deel I)    | Piano            | 3            |
| 2009 | 5 Preludes                         | Piano            | 5            |
| 2009 | Strijkkwartet Nr. 1                | Strijkkwartet    | 1            |
| 2010 | Strijkkwartet Nr. 2                | Strijkkwartet    | 1            |
| 2010 | De Mijnheer Snelfiesdans (Deel II) | Piano            | 3            |
| 2011 | Impromptu                          | Harmonieorkest   | 1            |
| 2012 | Signaal                            | Beiaard          | 1            |
| 2013 | Kwartet                            | Strijktrio, hobo | 2            |
| 2013 | Presto                             | Piano            | 1            |
| 2014 | 75 Maten                           | piano            | 1            |
| TBA  | Miniatuur                          | Viool, piano     | 3            |